# Białka Psp
Białka Psp (ang. phage shock protein – białko szoku fagowego) – grupa białek bakteryjnych zaliczanych do białek szoku, modulujących odpowiedź komórki na czynniki stresowe.

## Funkcja
Białka Psp zostały pierwotnie zidentyfikowane jako odpowiedź pałeczki okrężnicy (Escherichia coli) na infekcję fagową. Później okazało się, że nie mają one tak specyficznej funkcji, lecz wytwarzane są także pod wpływem różnych innych czynników stresowych, takich jak:
- szok cieplny,
- obecność etanolu w otoczeniu,
- szok osmotyczny.

## Występowanie
Geny białek Psp zidentyfikowano dotychczas u niektórych gatunków modelowych:
- operon pspF-pspABCDE u pałeczki okrężnicy[2],
- operon pspF-pspABCDycjXF u Yersinia enterocolitica[2].

Geny białek Psp wykryto również w genomie Serratia sp. YD25.